# Élections législatives de 1876 dans les Hautes-Pyrénées
Les élections législatives de 1876 ont eu lieu les 20 février et 5 mars.

## Résultats à l'échelle du département
| Partis         | Partis                            | Premier tour | Premier tour | Deuxième tour | Deuxième tour | Sièges |
| Partis         | Partis                            | Voix         | %            | Voix          | %             | Sièges |
| -------------- | --------------------------------- | ------------ | ------------ | ------------- | ------------- | ------ |
|                | Bonapartistes                     | 24 873       | 47,21        |               |               | 1      |
|                | Républicains, Gauche républicaine | 13 361       | 25,36        | 4 935         | 45,06         | 1      |
|                | Centre gauche                     | 9 809        | 18,62        |               |               | 1      |
|                | Orléanistes                       | 4 638        | 8,80         | 6 018         | 54,94         | 1      |
|                |                                   |              |              |               |               |        |
| Inscrits       | Inscrits                          | 66 038       | 100,00       | 13 940        | 100,00        | 4      |
| Votants        | Votants                           |              |              | 11 083        | 79,51         |        |
| Abstentions    | Abstentions                       |              |              | 2 857         | 20,49         |        |
| Blancs et nuls | Blancs et nuls                    |              |              | 130           | 1,17          |        |
| Exprimés       | Exprimés                          | 52 681       |              | 10 953        | 98,83         |        |

## Résultats par arrondissement

### Arrondissement d'Argelès
| Candidats      | Candidats           | Étiquette           | Premier tour | Premier tour |
| Candidats      | Candidats           | Étiquette           | Voix         | %            |
| -------------- | ------------------- | ------------------- | ------------ | ------------ |
|                | Jean-Jacques Alicot | Gauche républicaine | 5 594        | 57,92        |
|                | Hector Sassère      | Bonapartiste        | 4 064        | 42,08        |
|                |                     |                     |              |              |
| Inscrits       | Inscrits            | Inscrits            | 11 134       | 100,00       |
| Votants        | Votants             | Votants             | 9 684        | 86,98        |
| Abstention     | Abstention          | Abstention          | 1 450        | 13,02        |
| Blancs et nuls | Blancs et nuls      | Blancs et nuls      | 26           | 0,27         |
| Exprimés       | Exprimés            | Exprimés            | 9 658        | 99,73        |

### Arrondissement de Bagnères-de-Bigorre
| Candidats      | Candidats              | Étiquette      | Premier tour | Premier tour |
| Candidats      | Candidats              | Étiquette      | Voix         | %            |
| -------------- | ---------------------- | -------------- | ------------ | ------------ |
|                | Jean-Paul Duffo        | Centre gauche  | 9 809        | 51,37        |
|                | Félix Hippolyte Larrey | Bonapartiste   | 9 286        | 48,63        |
|                |                        |                |              |              |
| Inscrits       | Inscrits               | Inscrits       | 24 365       | 100,00       |
| Votants        | Votants                | Votants        | 19 203       | 78,81        |
| Abstention     | Abstention             | Abstention     | 5 162        | 21,19        |
| Blancs et nuls | Blancs et nuls         | Blancs et nuls | 108          | 0,56         |
| Exprimés       | Exprimés               | Exprimés       | 19 095       | 99,44        |

### Arrondissement de Tarbes

#### 1recirconscription
| Candidats      | Candidats         | Étiquette      | Premier tour | Premier tour |
| Candidats      | Candidats         | Étiquette      | Voix         | %            |
| -------------- | ----------------- | -------------- | ------------ | ------------ |
|                | Dominique Cazeaux | Bonapartiste   | 8 250        | 63,76        |
|                | Candellé-Bayle    | Républicain    | 4 690        | 36,24        |
|                |                   |                |              |              |
| Inscrits       | Inscrits          | Inscrits       | 16 599       | 100,00       |
| Votants        | Votants           | Votants        | 12 989       | 78,25        |
| Abstention     | Abstention        | Abstention     | 3 610        | 21,75        |
| Blancs et nuls | Blancs et nuls    | Blancs et nuls | 49           | 0,38         |
| Exprimés       | Exprimés          | Exprimés       | 12 940       | 99,62        |

#### 2ecirconscription
| Candidats      | Candidats         | Étiquette      | Premier tour | Premier tour | Deuxième tour | Deuxième tour |
| Candidats      | Candidats         | Étiquette      | Voix         | %            | Voix          | %             |
| -------------- | ----------------- | -------------- | ------------ | ------------ | ------------- | ------------- |
|                | Jacques Darnaudat | Orléaniste     | 4 638        | 42,21        | 6 018         | 54,94         |
|                | Bouvet            | Bonapartiste   | 3 273        | 29,79        |               |               |
|                | Darricau          | Républicain    | 3 077        | 28,00        | 4 935         | 45,06         |
|                |                   |                |              |              |               |               |
| Inscrits       | Inscrits          | Inscrits       | 13 940       | 100,00       | 13 940        | 100,00        |
| Votants        | Votants           | Votants        |              |              | 11 083        | 79,51         |
| Abstention     | Abstention        | Abstention     |              |              | 2 857         | 20,49         |
| Blancs et nuls | Blancs et nuls    | Blancs et nuls |              |              | 130           | 1,17          |
| Exprimés       | Exprimés          | Exprimés       | 10 988       |              | 10 953        | 98,83         |